# 莫尔塔扎·谢里菲
莫尔塔扎·谢里菲（波斯語：‎，1999年5月27日—），生于乌尔米耶，伊朗男子排球运动员，2017年世界青少年男子排球錦標賽金牌得主、2018年亚洲运动会男子排球金牌得主。